# Liptovská Anna
Liptovská Anna és un poble i municipi d'Eslovàquia que es troba a la regió de Žilina, al centre-nord del país.

## Història
La primera menció escrita de la vila es remunta al 1396.

## Demografia
| Godina             | 1994 | 2004   | 2014   | 2024    |
| ------------------ | ---- | ------ | ------ | ------- |
| Nombre de persones | 104  | 94     | 86     | 104     |
| Diferència         |      | −9,61% | −8,51% | +20,93% |

| Godina             | 2023 | 2024   |
| ------------------ | ---- | ------ |
| Nombre de persones | 97   | 104    |
| Diferència         |      | +7,21% |